# エンクホイゼン
エンクホイゼン（オランダ語: Enkhuizen [ɛŋkˈɦœy̯zə(n)] ( 音声ファイル)）は、オランダの北ホラント州、西フリージア地域に属す基礎自治体（ヘメーンテ）であり、町である。エンクホイゼン、オーステルデイク（Oosterdijk）、ヴェストエインデ（Westeinde）の三地区から成る。エンクハイゼン、エンクハウゼンなどとも表記される。
1355年に都市権を獲得。ホールンやアムステルダムと同じオランダ東インド会社の港町として東インドとの交易で栄え、17世紀中葉にオランダ最大級の港湾都市として絶頂を迎えた。だがシルトの堆積など、さまざまな理由でアムステルダムにその座を明け渡した。
現代、エイクホイゼンは海洋貿易の伝統を保つ大規模な港湾都市であり続けている。ゾイデル海沿岸の村々の歴史を紹介する町内の「ゾイデル海博物館」の来場者はプルメレントやアムステルダムといった町外からが大半を占める。
プラスチックなどの製造業と観光業が主な産業で、域内の大部分で歴史的景観が保たれている。15世紀に建てられた2棟の教会、17世紀に築かれた城壁、城門、塔（写真）、役所が主な観光スポットである。

## 行政
議会の定数は17で、勢力分野は次の通り。
- ニュー・エンクホイゼン - 4議席
- 労働党 - 4議席
- 自由民主国民党/民主66 - 2議席
- キリスト教民主アピール - 2議席
- キリスト教連盟 - 2議席
- 社会党 - 1議席
- フラクティー・クアステン - 1議席
- 左派緑の党 - 1議席

## 公共交通
ホールンやアムステルダムとの間に鉄道が通っており、アムステルダム中央まで乗り継ぎ無しで1時間ほどで着く。夏にはスタフォーレンやメデンブリク、ユルクとの間でフェリーも運航され、徒歩での旅行者や自転車愛好家が利用する。

## 出身有名人
- リューカス・ヤンスゾーン・ヴァヘネール（1533年 - 1606年） 地図学者
- パウルス・ポッテル（1625年 - 1654年） 画家
- ヘリト・ザーム（1952年 - ） 元金融相
- ヴィーダ・マゼレーヴ（1953年 - ） 競泳選手